# Lijst van nummer 1-hits in Duitsland in 1998
Deze hits stonden in 1998 op nummer 1 in de Musikmarkt Top 100, de bekendste hitlijst in Duitsland.
| Datum        | Artiest                   | Titel                                  |
| ------------ | ------------------------- | -------------------------------------- |
| 2 januari    | Run-D.M.C. & Jason Nevins | It's like that                         |
| 9 januari    | Run-D.M.C. & Jason Nevins | It's like that                         |
| 16 januari   | Run-D.M.C. & Jason Nevins | It's like that                         |
| 23 januari   | Run-D.M.C. & Jason Nevins | It's like that                         |
| 30 januari   | Céline Dion               | My heart will go on                    |
| 6 februari   | Céline Dion               | My heart will go on                    |
| 13 februari  | Céline Dion               | My heart will go on                    |
| 20 februari  | Céline Dion               | My heart will go on                    |
| 27 februari  | Céline Dion               | My heart will go on                    |
| 6 maart      | Céline Dion               | My heart will go on                    |
| 13 maart     | Céline Dion               | My heart will go on                    |
| 20 maart     | Céline Dion               | My heart will go on                    |
| 27 maart     | Céline Dion               | My heart will go on                    |
| 3 april      | Céline Dion               | My heart will go on                    |
| 10 april     | Céline Dion               | My heart will go on                    |
| 17 april     | Céline Dion               | My heart will go on                    |
| 24 april     | Céline Dion               | My heart will go on                    |
| 1 mei        | Die Ärzte                 | Ein schwein namens männer              |
| 8 mei        | Die Ärzte                 | Ein schwein namens männer              |
| 15 mei       | Die Ärzte                 | Ein schwein namens männer              |
| 22 mei       | Die Ärzte                 | Ein schwein namens männer              |
| 29 mei       | Die Ärzte                 | Ein schwein namens männer              |
| 5 juni       | Die Ärzte                 | Ein schwein namens männer              |
| 12 juni      | Die Ärzte                 | Ein schwein namens männer              |
| 19 juni      | Die Ärzte                 | Ein schwein namens männer              |
| 26 juni      | Ricky Martin              | La copa de la vida / The cup of life   |
| 3 juli       | Ricky Martin              | La copa de la vida / The cup of life   |
| 10 juli      | Ricky Martin              | La copa de la vida / The cup of life   |
| 17 juli      | Ricky Martin              | La copa de la vida / The cup of life   |
| 24 juli      | Pras Michel & ODB & Mýa   | Ghetto supastar (that is what you are) |
| 31 juli      | Loona                     | Bailando                               |
| 7 augustus   | Loona                     | Bailando                               |
| 14 augustus  | Loona                     | Bailando                               |
| 21 augustus  | Loona                     | Bailando                               |
| 28 augustus  | Loona                     | Bailando                               |
| 4 september  | Loona                     | Bailando                               |
| 11 september | Aerosmith                 | I don't want to miss a thing           |
| 18 september | Aerosmith                 | I don't want to miss a thing           |
| 25 september | Aerosmith                 | I don't want to miss a thing           |
| 2 oktober    | Aerosmith                 | I don't want to miss a thing           |
| 9 oktober    | Oli.P                     | Flugzeuge im bauch                     |
| 16 oktober   | Oli.P                     | Flugzeuge im bauch                     |
| 23 oktober   | Oli.P                     | Flugzeuge im bauch                     |
| 30 oktober   | Oli.P                     | Flugzeuge im bauch                     |
| 6 november   | Oli.P                     | Flugzeuge im bauch                     |
| 13 november  | Oli.P                     | Flugzeuge im bauch                     |
| 20 november  | Oli.P                     | Flugzeuge im bauch                     |
| 27 november  | Cher                      | Believe                                |
| 4 december   | Cher                      | Believe                                |
| 11 december  | Cher                      | Believe                                |
| 18 december  | Cher                      | Believe                                |
| 25 december  | Loona                     | Hijo de la luna                        |